# Кінні (Міннесота)
Кінні (англ. Kinney) — місто (англ. city) в США, в окрузі Сент-Луїс штату Міннесота. Населення — 152 особи (2020).

## Географія
Кінні розташоване за координатами 47°30′59″ пн. ш. 92°43′10″ зх. д. / 47.51639° пн. ш. 92.71944° зх. д. (47.516501, -92.719531).  За даними Бюро перепису населення США в 2010 році місто мало площу 12,52 км², з яких 11,97 км² — суходіл та 0,55 км² — водойми.

## Демографія
Згідно з переписом 2010 року, у місті мешкало 169 осіб у 70 домогосподарствах у складі 43 родин. Густота населення становила 13 особи/км².  Було 83 помешкання (7/км²).
Расовий склад населення:
| - 97,6 % — білих - 1,2 % — корінних американців |

До двох чи більше рас належало 1,2 %. Частка іспаномовних становила 0,0 % від усіх жителів.
За віковим діапазоном населення розподілялося таким чином: 22,5 % — особи молодші 18 років, 66,3 % — особи у віці 18—64 років, 11,2 % — особи у віці 65 років та старші. Медіана віку мешканця становила 40,1 року. На 100 осіб жіночої статі у місті припадало 108,6 чоловіків;  на 100 жінок у віці від 18 років та старших — 104,7 чоловіків також старших 18 років.
Середній дохід на одне домашнє господарство  становив 45 591 долар США (медіана — 42 500), а середній дохід на одну сім'ю — 56 648 доларів (медіана — 48 750). За межею бідності перебувало 18,8 % осіб, у тому числі 34,3 % дітей у віці до 18 років та 11,4 % осіб у віці 65 років та старших.
Цивільне працевлаштоване населення становило 67 осіб. Основні галузі зайнятості: роздрібна торгівля — 29,9 %, освіта, охорона здоров'я та соціальна допомога — 20,9 %, виробництво — 13,4 %, будівництво — 10,4 %.